# Tinea astraea
Tinea astraea is een vlinder uit de familie van de echte motten (Tineidae). De wetenschappelijke naam van de soort werd in 1911 gepubliceerd door Edward Meyrick.

## Synoniemen
- Tinea aerata Philpott, 1930[2][3]